# Svazek obcí Úvalsko
Svazek obcí Úvalsko je dobrovolný svazek obcí podle zákona v okresu Praha-východ, jeho sídlem jsou Úvaly a jeho cílem je celkový rozvoj mikroregionu, ÚP, životního prostředí a cestovního ruchu. Sdružuje celkem 4 obce a byl založen v roce 1994.

## Obce sdružené v mikroregionu
- Jirny
- Horoušany
- Šestajovice
- Úvaly